# ستيف تشيروندولو
ستيف تشيروندولو (بالإنجليزية: Steve Cherundolo)‏ (مواليد 19 فبراير 1979 في سان دييغو - أمريكا) لاعب كرة قدم أمريكي يلعب حاليا لصالح نادي الدرجة الأولى هانوفر الألماني منذ 1999 في مركز الظهير الأيمن .

## روابط خارجية
- ستيف تشيروندولو على موقع الاتحاد الدولي (مؤرشف)  (الإنجليزية)
- ستيف تشيروندولو على موقع قاعدة بيانات كرة القدم.إي يو (الإنجليزية)
- ستيف تشيروندولو على موقع بيانات كرة القدم. دي إي (الألمانية)
- ستيف تشيروندولو على موقع ليكيب (الفرنسية)
- ستيف تشيروندولو على موقع ناشيونال فوتبول تيمز (الإنجليزية)
- ستيف تشيروندولو على موقع Soccerbase.com (لاعب) (الإنجليزية)
- ستيف تشيروندولو على موقع Soccerway.com (الإنجليزية)
- ستيف تشيروندولو على موقع عالم كرة القدم.نت (الإنجليزية)
- ستيف تشيروندولو على موقع AS.com (الإسبانية)